# Santiago Ezquerro
Santiago Ezquerro Marín (Calahorra, 14 december 1976), is een Spaans profvoetballer. Hij speelt sinds 2008 als aanvaller bij CA Osasuna, nadat Ezquerro eerder jarenlang bij Athletic de Bilbao onder contract stond.

## Clubvoetbal
Santi Ezquerro begon zijn carrière als profvoetballer in 1994 bij CA Osasuna in de Segunda División A. Zijn debuut maakte hij tegen FC Barcelona B. In 1996 vertrok hij op 19-jarige leeftijd naar Atlético Madrid. In het seizoen 1996/1997 en 1997/1998 kwam Ezquerro slechts acht keer uit voor het eerste elftal van de Madrileense club door sterke concurrentie van onder meer Christian Vieri en Kiko, hoewel hij wel meerdere wedstrijden voor het B-team van Atlético speelde. De Baskische aanvaller werd in januari 1998 verhuurd aan Real Mallorca, waarmee hij in april 1998 de finale van de Copa del Rey haalde.FC Barcelona was na strafschoppen te sterk. In 1998 kwam Ezquerro voor 6,25 miljoen euro bij Athletic Bilbao terecht. Bij Bilbao werd hij een belangrijke kracht die ook in Europa zijn waarde bewees. Ezquerro speelde zowel in de Champions League als in de UEFA Cup en in zijn zestien Europese wedstrijden maakte hij zestien goals. In mei 2005 vertrok Ezquerro transfervrij naar FC Barcelona, waar Ezquerro voor drie jaar tekende. Hij won met Barça de Champions League en de Spaanse landstitel in 2006, maar de aanvaller werd nooit een vaste waarde. In 2008 liep zijn contract bij FC Barcelona af en Ezquerro keerde terug bij Osasuna.

## Nationaal elftal
Santiago Ezquerro speelde één interland voor Spanje, op 5 september 1998 tegen Cyprus.

## Spelerstatistieken
| seizoen    | club               | land   | competitie         | wedstrijden | doelpunten |
| ---------- | ------------------ | ------ | ------------------ | ----------- | ---------- |
| 1994/95    | CA Osasuna         | Spanje | Segunda División A | 2           | 0          |
| 1995/96    | CA Osasuna         | Spanje | Segunda División A | 36          | 8          |
| 1996/97    | Atlético Madrid B  | Spanje | Segunda División A | 34          | 11         |
| 1996/97    | Atlético Madrid    | Spanje | Primera División   | 4           | 0          |
| 1997/98    | Atlético Madrid    | Spanje | Primera División   | 4           | 0          |
| 1997/98    | Real Mallorca      | Spanje | Primera División   | 14          | 6          |
| 1998/99    | Athletic de Bilbao | Spanje | Primera División   | 38          | 7          |
| 1999/00    | Athletic de Bilbao | Spanje | Primera División   | 28          | 6          |
| 2000/01    | Athletic de Bilbao | Spanje | Primera División   | 19          | 3          |
| 2001/02    | Athletic de Bilbao | Spanje | Primera División   | 34          | 5          |
| 2002/03    | Athletic de Bilbao | Spanje | Primera División   | 35          | 11         |
| 2003/04    | Athletic de Bilbao | Spanje | Primera División   | 35          | 3          |
| 2004/05    | Athletic de Bilbao | Spanje | Primera División   | 32          | 10         |
| 2005/06    | FC Barcelona       | Spanje | Primera División   | 12          | 2          |
| 2006/07    | FC Barcelona       | Spanje | Primera División   | 9           | 1          |
| 2007/08    | FC Barcelona       | Spanje | Primera División   | 3           | 0          |
| 2008/09    | CA Osasuna         | Spanje | Primera División   | 0           | 0          |
| Bijgewerkt | 29-07-2008         |        |                    |             |            |